# Wilfredo Penco
Wilfredo Penco (Montevideo, 7 de marzo de 1954) es un ensayista, crítico literario y político uruguayo.

## Biografía
Doctor en Derecho y Ciencias Sociales egresado de la Universidad de la República. Se ha destacado como crítico literario por más de treinta años y como uno de los principales investigadores de la obra de José Enrique Rodó. En 1994 ingresó como miembro de número de la Academia Nacional de Letras del Uruguay, la cual ha presidido entre 2006 y 2008 y nuevamente desde 2009.
Miembro del Frente Amplio desde su fundación en 1971; se desempeñó como senador en calidad de suplente (1985-1990) y como miembro del gabinete de la Intendencia de Montevideo durante la administración de Tabaré Vázquez: Director de Cultura (1990-1992), Prosecretario General (1992-1994) y Secretario General (1994-1995). 
Desde 1996 ejerce como Ministro de la Corte Electoral del Uruguay. Desde 2010 es vicepresidente del organismo.